# Wallanlage Weilenscheid

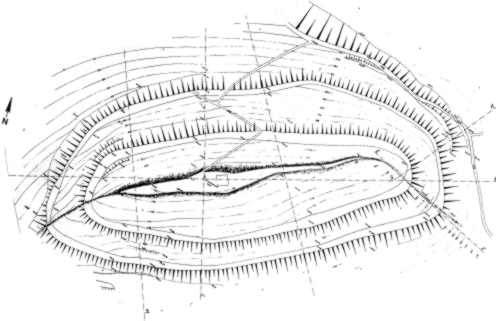
Wallanlage auf dem Weilenscheid

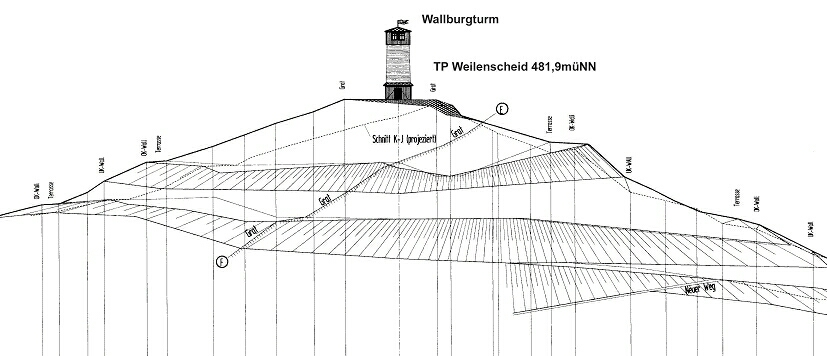
Querschnitt durch den Weilenscheid in Süd-Nord-Richtung

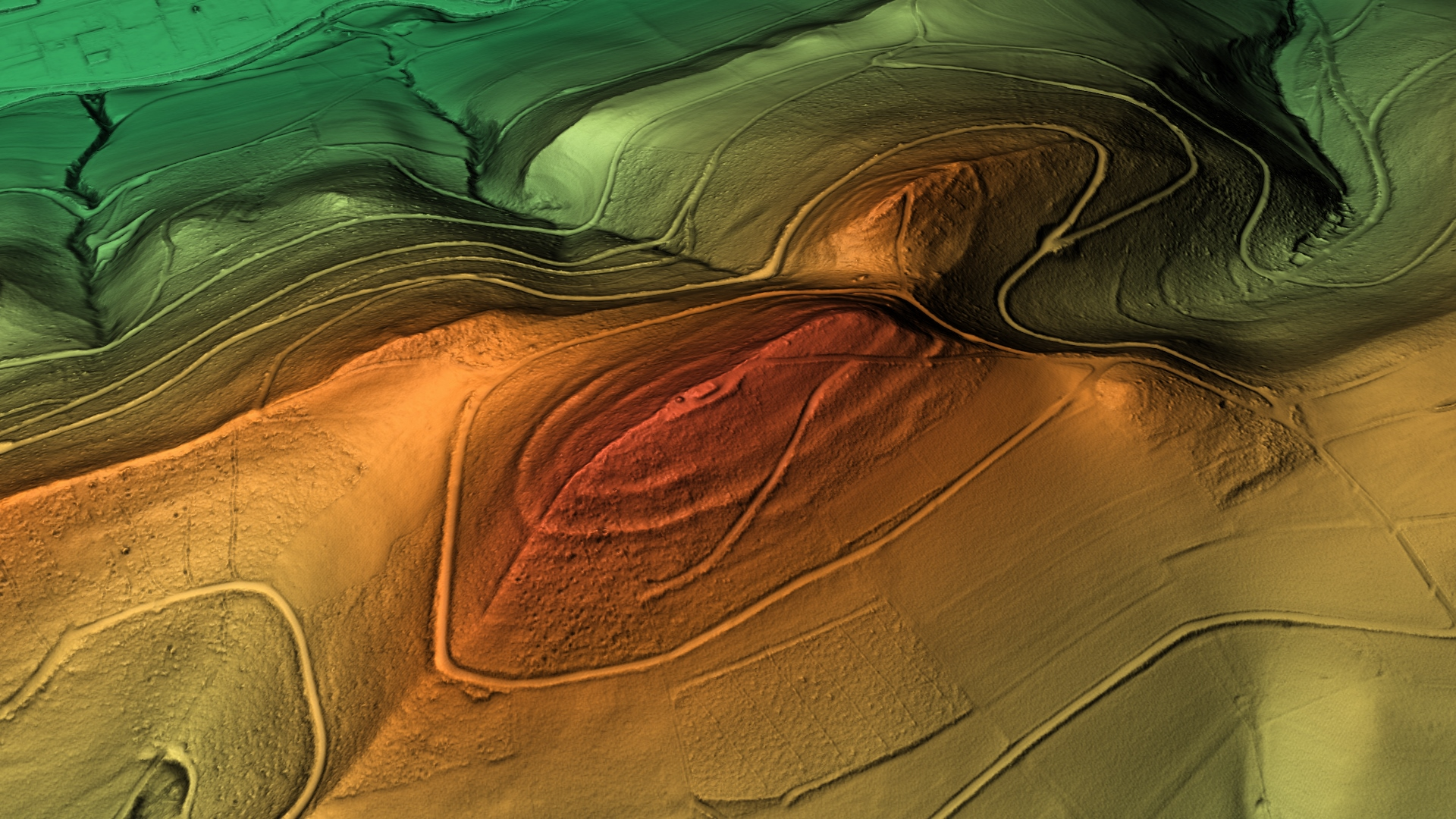

Die Wallanlage auf dem Weilenscheid liegt etwa 1,2 km südwestlich von Elspe. Hier erhebt sich eine aus mehreren Kuppen bestehende Hügelkette, welche sich im Südwesten vom Lennetal, im Nordosten vom Elspetal und im Südosten vom Hachener Tal in Verbindung über Hachen mit dem Tal der Meggmecke im Nordosten markant abgrenzt. Drei etwas niedrigere Bergkuppen, der südwestlich gelegene Wollberg (Wohlberg) (445 m NN), der westlich gelegene Hollberg (446,7 m NN) sowie der Drüpel (450,0 m NN) umrahmen den höher gelegenen Weilenscheid (481,4 m NN).

## Geographische Lage des Weilenscheids

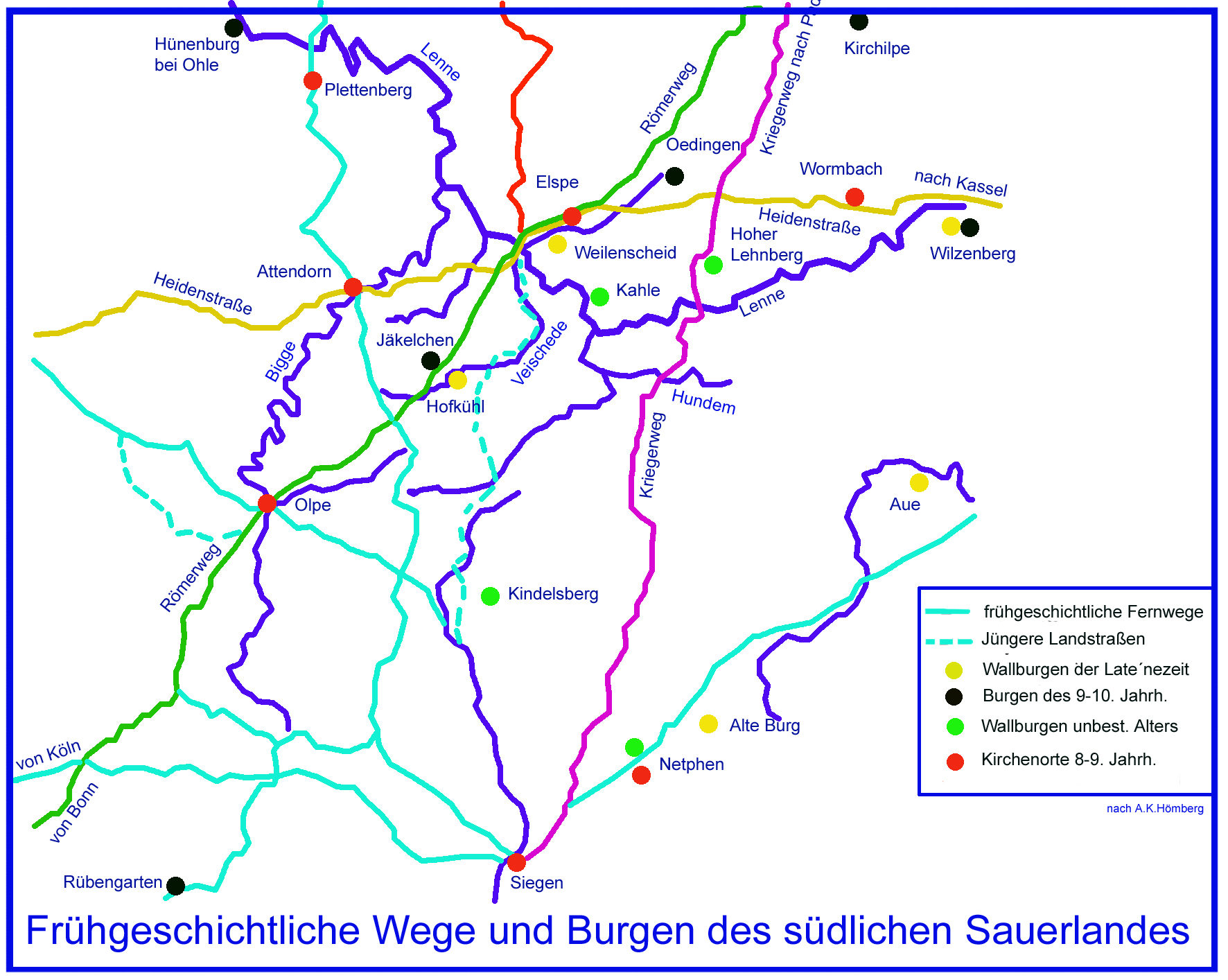
Frühgeschichtliche Wege und Burgen im südlichen Sauerland; Heidenstraße hier gelb dargestellt

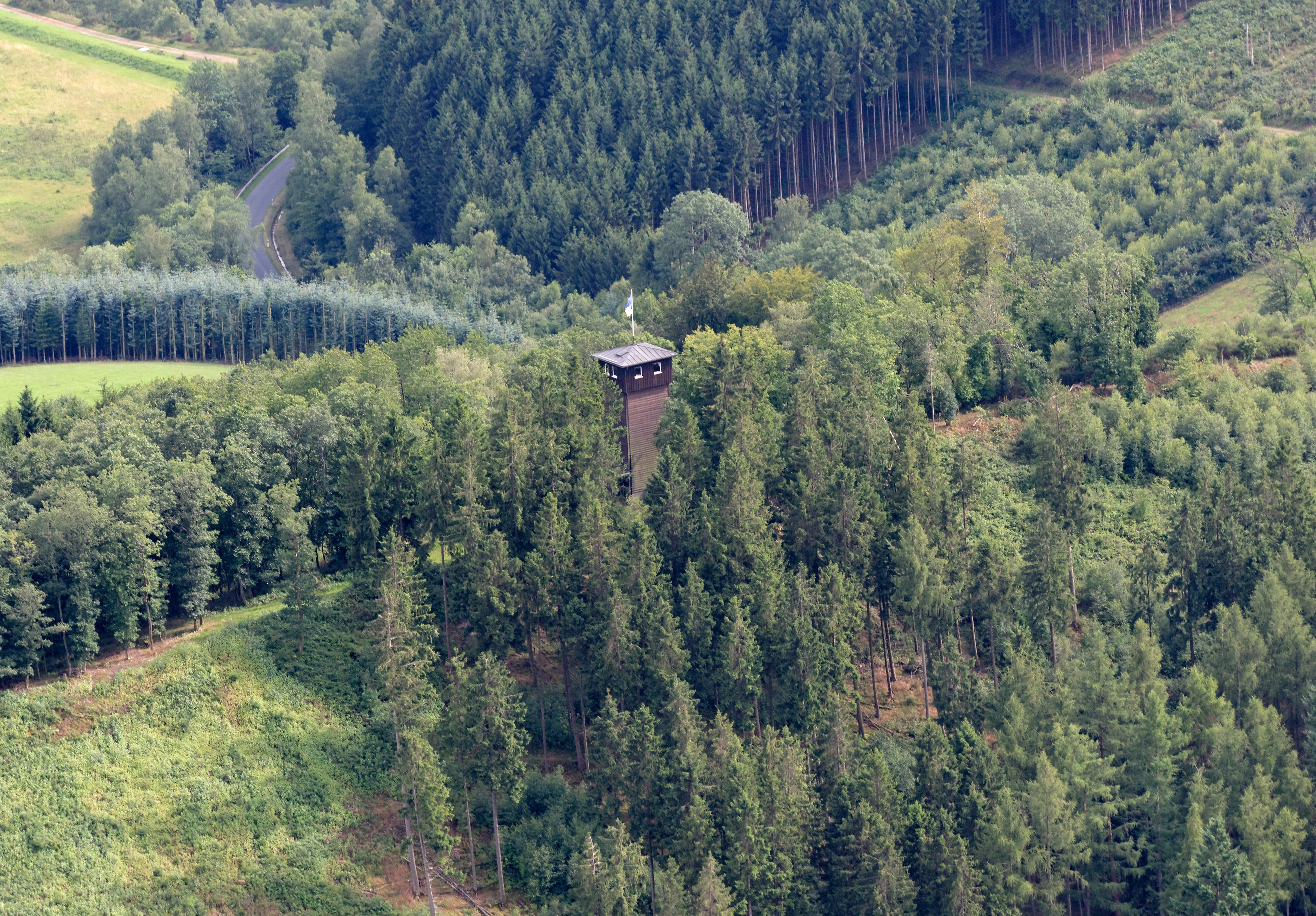
Luftbild des Weilerscheid mit Turm und Wallanlage

Der Weilenscheid liegt im direkten Einzugsgebiet bedeutender Verkehrswege. An seinem Fuße zieht die Heidenstraße durch das Elspetal, eine der wichtigen Fernstraßen von Köln nach Kassel, die fast geradlinig durchs Sauerland führt. Die Heidenstraße weicht von der Luftlinie Köln-Kassel nur zweimal nach Süden ab (5 km bei Niedenstein und 2 km bei Immekeppel) und nach Norden nicht mehr als 5 km (bei Oberelspe und Korbach) bzw. 7 km (bei Marienheide) sowie als Ausnahme 9 km (im Ebbegebirge). Sie ist somit ein Sinnbild für Zielstrebigkeit und Geradlinigkeit.
Das gilt auch für den sogenannten Römerweg, der, aus Richtung Bonn kommend, sich oberhalb Förde (Grevenbrück) mit der Heidenstraße vereinigt und durch Elspe bis auf die Briloner Hochfläche verläuft.
Etwa 2 km südlich von Elspe begann in Trockenbrück die Bergstraße und führte nach Arnsberg. Nur wenige Kilometer östlich von Elspe durchquerte der Kriegerweg von Siegen kommend das Gleietal und erstreckte sich, über Bracht führend, bis ins Paderborner Land.
Die besten Bedingungen für eine sehr frühe Besiedlung boten die flachen und fruchtbaren Hänge der Kalksenken zwischen Attendorn und Elspe. Der mittlere Jahresniederschlag dieser innersauerländischen Senke liegt mit unter 950 mm im niedrigsten Bereich; die höchste jährliche Mitteltemperatur von ca. 7–8 °C zählt zu den Höchstwerten im Kreis Olpe.
Günstige Klimaverhältnisse sowie der fruchtbare Boden lassen auf eine sehr frühe Besiedlung dieses Raumes schließen. Die geographische Lage an den Kreuzungspunkten der wichtigen Fernstraßen sprechen ebenso für diese Tatsache.
Steinzeitliche Funde auf dem Hespecker und Sporker Plateau deuten auf eine noch frühere Besiedlung hin. Ob dieser Raum von der Steinzeit bis in die Frühzeit durchgängig besiedelt war, lässt sich vorläufig nicht belegen.

## Besiedlung des Sauerlandes und des Elsper Raumes
Im Zuge der Christianisierung des Sauerlandes wurden entlang der Heidenstraße von Köln aus sogenannte Urpfarreien gegründet, um die kirchliche Verwaltung zu gewährleisten. In der ersten Phase der Urpfarreien bildeten sich entlang der Heidenstraße die Pfarreien Attendorn und Wormbach. Etwas später wurde die Pfarrei Elspe von Attendorn abgespalten und bekam auch aus der Pfarrei Wormbach einen Teil hinzu. Der ausgedehnte Pfarrbezirk, der im Nordosten bis in das 14. Jahrhundert Cobbenrode und im Südwesten bis 1663 Förde einschloss und ursprünglich auch Oedingen umfasst haben muss, zeugt von einem sehr hohen Alter der Pfarrei.
Auch die Pfarreien Kirchhundem, Kirchveischede und Schönholthausen müssen zur Pfarrei Elspe gehört haben, da sie im Talgebiet an der Einmündung der Elspe in die Lenne der natürliche Mittelpunkt war. Dementsprechend wurden die zahlreichen Zehntlösen dieser drei Pfarrbezirke noch bis in das 16. Jahrhundert am Jakobifest in der Kirche zu Elspe erhoben. Nach einem Zehntlösenregister von 1279 aus dem Archiv des Hauses Wenne gehörten zur Pfarrei Elspe, u. a. Burbecke, Halberbracht, Meggen, Nieder Melbecke, Oberelspe, Theten in der Gemeinde Elspe, Bonzel und Maumke in der Gemeinde Förde, Obermarpe in der Gemeinde Kobbenrode, Niedermarpe in der Gemeinde Eslohe, Oedingen, Bausenrode, Deutmecke, Fretter, Habbecke, Müllen, Ostentrop, Schönholthausen und die Wüstungen Corvenrode und Remberg in der Gemeinde Schönholthausen, Pettmecke in der Gemeinde Helden, Bilstein in der Gemeinde Veischede und Bettinghof, Böhminghausen, Emmlinghausen, Flape und Kickenbach in der Gemeinde Kirchhundem, zur Pfarrei Elspe.

## Archäologie des Weilenscheids

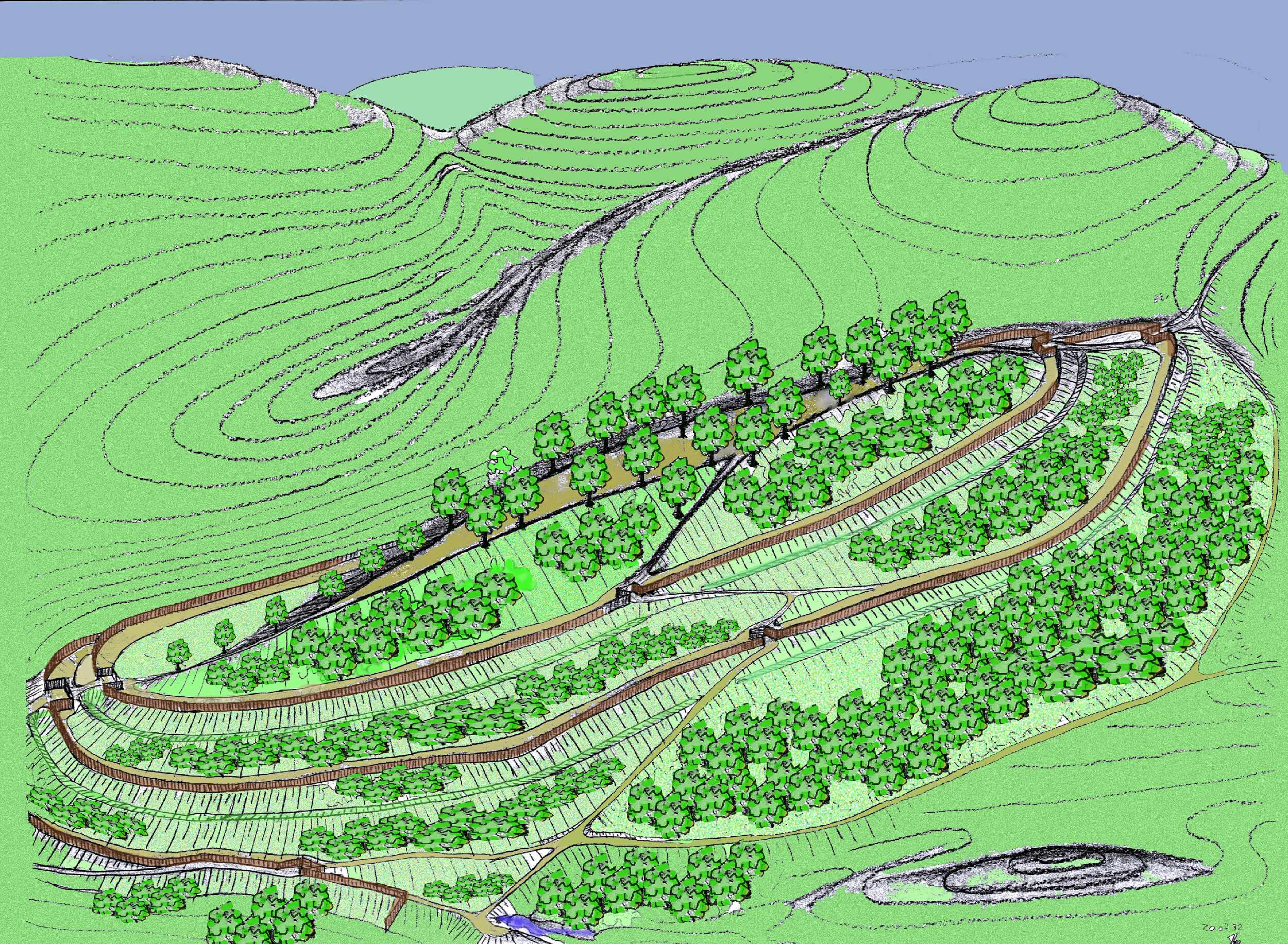
Rekonstruktion Wallburg Weilenscheid

Ein scharfer Felsgrat überquert in Südwest-Nordost-Richtung die Bergkuppe, die von zwei konzentrischen, parallel verlaufenden Befestigungslinien umgeben ist, welche im Gelände als Wallterrassen zu erkennen sind. Sie liegen etwa 15–30 m voneinander entfernt. Eine dritte Wallterrasse oder Geländekante ist unterhalb des Wirtschaftsweges in Richtung Elspetal vorgelagert. Diese führt bis an die Quelle des „Vordersten Siepen“ heran. Der Innenraum der Anlage weist eine Länge von 225 m und eine Breite von 75 m auf.
Bisher wurde die Wallanlage nach der Bauart und ihrer Bauform sowie der topographischen Lage zu den eisenzeitlichen Ringwällen (7. Jahrhundert v. Chr. bis um Christi Geburt) datiert. Nach Funden von drei Fibeln kann man sie genauer in die frühe La-Tène-Zeit (480–300 v. Chr.) einordnen.
Über die genaue Nutzung dieser mächtigen Erdbauwerke können die Wissenschaftler nur wenig berichten. Eins steht aber fest, die konzentrischen Wallterrassen um die Bergkuppe am Weilenscheid wurden von Menschenhand gebaut. Zählt man alle Terrassenkanten zusammen, so kommt eine Gesamtlänge von ca. 1200 m an Befestigungslinien zustande. Für die Erbauung dieses Erdbauwerkes war sicherlich eine große Anzahl von Menschen notwendig. Es ist anzunehmen, dass hier ein ganzer Stamm oder eine ganze Sippe mit dem Bau beschäftigt war. In welchem Zeitrahmen die einzelnen Bauabschnitte errichtet worden sind und ob sie gleichzeitig entstanden sind, kann ebenfalls nicht beantwortet werden.
Daniel Berènger teilt die eisenzeitlichen Wallanlagen in Westfalen in sechs Gruppen ein, wobei als Kriterien für seine Typologie die Topographie und der Grundriss maßgebend sind. Er unterscheidet die Anlagen „Ringwall in Gipfellage (A), Ringwall am Rande eines Plateaus (B), Ringwall auf der Bergkuppe und in Hanglage (C), Ringwall nur partiell geschlossen (D), Ringwall auf Sporn (F) und Abschnittbefestigung auf Sporn (E)“. Die Anlage auf dem Weilenscheid gehört zur Befestigung vom Typ A und zählt somit zu den wichtigen Geländedenkmälern unserer Region.
Innenbauten innerhalb der Befestigungen sind nur in wenigen Fällen nachgewiesen worden. Als Fluchtburg gegen Angreifer sind die Anlagen nur bedingt geeignet. Selbst als Ort, wo man das Wertvollste der damaligen Zeit, die Haustiere, sicher gegen Angreifer und Diebe verbergen konnte, sind diese Anlagen ungeeignet, liegen sie doch viel zu weit von der eigentlichen Besiedlung entfernt. Zudem müsste auch Wasser für Mensch und Vieh innerhalb der Wallanlagen vorhanden sein, um einem größeren Ansturm des Feindes zu widerstehen. Als ausgesprochene Siedlungsflächen waren sie ungeeignet, denn besiedelt waren im Sauerland fast immer die geschützten Tallagen in der Nähe eines Baches auf einem hochwasserfreien Gelände. Als Begräbnisstätte scheiden sie ebenfalls aus, da auch hierzu bisher keine entsprechenden archäologischen Funde gemacht worden sind. Außerdem lässt der felsige Boden keine Körperbestattung auf der Bergkuppe zu. Dass sie aber für jeweilige Regionen eine bedeutende Rolle gespielt haben, bestätigen auch die in unmittelbarer Nähe liegende alte Siedlungen. Bleibt noch die Nutzung als religiöse oder kultische Stätte. Vielleicht sind die Wälle auch geschaffen worden, um religiöse Plätze vor fremden Einwirken zu schützen. Diese Möglichkeit kommt am ehesten in Betracht, da hierfür keine Wasser- oder Nahrungsmittelvorräte erforderlich waren.
Auch die Frage, wer die Erbauer waren, bleibt unbeantwortet. Einige meinen, dass es sich um germanische Stämme handelte, andere sehen die Kelten als Erbauer an. Die Wahrheit liegt vielleicht irgendwo in der Mitte, zumal die Grenze zwischen Kelten und Germanen sicherlich fließend war.
Der Fund einer Fibel des Münsinger Typs sowie ein Ringfragment mit Wulstrippen und ein Hohlbuckelringfragment lassen eine Datierung der Wallanlage auf das Ende des 3. bzw. in das 2. Jahrhundert v. Chr. zu.